# Gerencialisme
El gerencialisme, a un nivell, implica la creença en el valor dels gestors professionals i en els conceptes i mètodes que utilitzen. Els escriptors contemporanis en gestió com Thomas Diefenbach associen el gerencialisme amb la jerarquia. Però els estudiosos també han vinculat el gerencialisme amb el control, amb la rendició de comptes, i amb una creença ideològica decidida en la importància d'organitzacions gestionades estretament, en contraposició a individus o a grups que no s'assemblen a una organització.